# Lugol
El lugol o solució de Lugol és una dissolució de iode molecular I2  i iodur potàssic KI en aigua destil·lada. Va ser preparada per primera vegada el 1829 i anomenada així en honor del metge francès Jean Guillaume Auguste Lugol.
Aquest producte es fa servir sovint com a desinfectant i antisèptic, per a la desinfecció d'aigua en emergències i com un reactiu per a la prova del iode en anàlisis mèdiques i de laboratori. També s'ha usat per cobrir deficiències de iode, però es prefereix l'ús de iodur de potassi pur a causa de l'absència de iode diatòmic, forma molecular en la qual el consum pot resultar tòxic.

## Fórmula
La dissolució de Lugol consisteix en 5 g d'I2  i 10 g de KI diluïts amb 85 ml d'aigua destil·lada, obtenint una dissolució marró amb una concentració total de iode de 150 mg/ml. El iodur de potassi fa el iode diatòmic soluble en aigua, degut a la formació d'ions triiodur I₃- .
No s'ha de confondre amb la tintura de iode, que consisteix en iode diatòmic i sals de iode diluïdes en aigua i alcohol etílic (etanol). La solució de Lugol no conté alcohol.

## Aplicacions
- En microbiologia, és emprat en la tinció de Gram per retenir el colorant cristall violeta. El I2  entra en les cèl·lules i forma un complex insoluble en solució aquosa amb el cristall violeta.

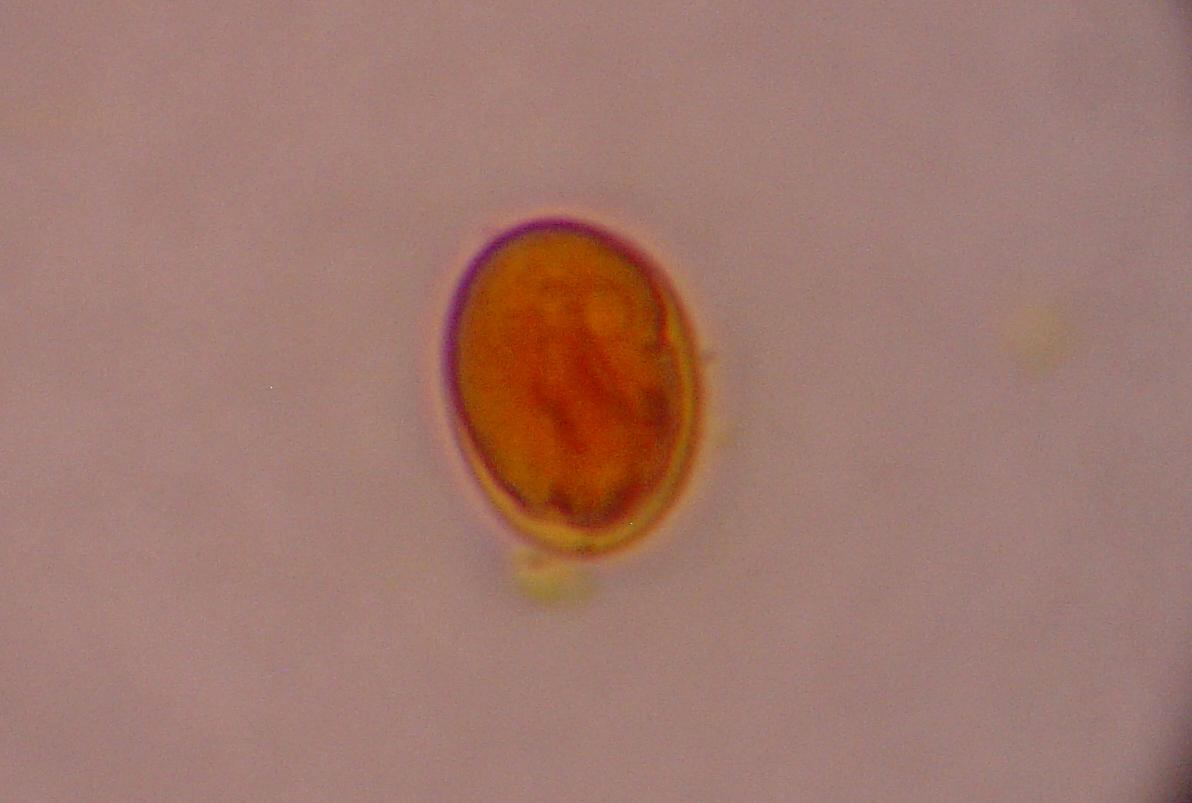
Quist de Giardia amb tinció de lugol

- També es fa servir com a contrast visual en parasitologia
- S'utilitza aquesta dissolució com a indicador en la prova del iode, que serveix per identificar polisacàrids com els midons, glucogen i certes dextrines, formant un complex d'inclusió termolàbil que es caracteritza per presentar diferents colors segons les ramificacions que presenti la molècula. El Lugol no reacciona amb sucres simples com la glucosa o la fructosa.
- Es pot usar com un colorant per cèl·lules, fent el nucli cel·lular més visible a microscòpies i per preservar mostres de fitoplàncton.
- En una colposcòpia, la dissolució de Lugol es fa servir en la Prova de Schiller a la recerca de teixit vaginal cancerós.
- Es pot usar la dissolució de Lugol per observar la forma en què la membrana cel·lular fa osmosi i difusió.
- Es fa servir el Lugol en la preparació prequirúrgica de les intervencions tiroidals, pel fet que inhibeix la secreció de l'hormona tiroidal i redueix la pèrdua de sang en les tiroidectomies de pacients amb la Malaltia de Graves Basedow.[1] Tanmateix, resulta inefectiva en pacients sense hipertiroïdisme o que ja han estat tractats amb fàrmacs antitiroideus i T4 (tiroxina suplementària).[2]

## Història
En el passat, se li donava altres usos a la dissolució de Lugol, com els següents:
- Se solia utilitzar la dissolució de Lugol per al tractament de la gota.[3]
- També es feia servir com un tractament de primera línia en casos d'hipotiroïdisme sever, per contrarestar la deficiència de iode en adults. En l'actualitat ha estat reemplaçat per l'ús de iodur de potassi.
- A causa de la seva disponibilitat, es va utilitzar com a desinfectant d'aigua, recomanat al Govern polonès el 1986, després de l'Accident de Txernòbil per a reemplaçar i bloquejar qualsevol consum de iode radioactiu (131I) en la glàndula tiroide. No obstant això, se sabia que no era un agent òptim pel fet que no estava lliure de iode tòxic.[4] Després d'aquest accident es va començar a utilitzar una solució saturada de iodur de potassi pur per protegir la tiroide.[5]

- Històricament, la dissolució de Lugol ha estat disponible en el mercat per al seu ús en certs problemes mèdics, amb les precaucions degudes.[6] El Lugol sol prescriure en una gran varietat de tractaments mèdics alternatius.[7][8]